# L'amore non è bello
L'amore non è bello è il terzo album di Dente, pubblicato il 14 febbraio 2009 da Ghost Records e distribuito da Venus Dischi.

## Il disco
Rispetto agli album precedenti la produzione musicale e gli arrangiamenti, curati da Peveri stesso, sono meno grezzi: invece di registrare da solo in casa come era solito fare, per la prima volta registra in studio assieme a Gianluca Gambini e Andrea Cipelli (detto Sig.Solo). Le registrazioni e la pre-produzione hanno occupato 15 giorni tra agosto e settembre 2008 e sono avvenute nello studio La Iena Studio Relax immerso nelle campagne di Sant'Andrea di Busseto in provincia di Parma. Successivamente il materiale è stato registrato su nastro a La Sauna Recording Studio di Varano Borghi in provincia di Varese da Andrea Cajelli e Marco Sessa e masterizzato al Massive Art Studio di Milano.
Dopo aver pubblicato con la Jestrai Records, questa è la prima produzione musicale pubblicata con l'etichetta indipendente italiana Ghost Records e distribuita da Venus Dischi, collaborazione, che attraverso l'attenta promozione, ha triplicato le vendite rispetto ai precedenti album.
Alle registrazioni del disco hanno partecipato: Gianluca De Rubertis (membro del duo Il Genio) che ha suonato i sintetizzatori in La Presunta Santità di Irene e Sole, Enrico Gabrielli che ha diretto i fiati e suonato il flauto traverso e il sax, e infine Vasco Brondi (Le luci della centrale elettrica), Fabio Dondelli e Andrea Abeni (membri della band bresciana Annie Hall) e Dino Fumaretto hanno partecipato ai cori in Buon Appetito.
Il titolo dell'album è il proverbio "L'amore non è bello se non è litigarello" scherzosamente modificato. Dente a proposito dell'album afferma: "Ci sono canzoni d'amore e canzoni che dell'amore fanno rifiuto, quindi credo che ci siano diverse facce di un solo sentimento. Nel disco c'è la gioia dell'amore e in contrapposizione la perdita di questa gioia e la ancor più dolorosa perdita di fiducia nell'amore, che paradossalmente può trasformarsi in una liberazione. L'amore non è bello è una sentenza recitata a testa alta, con convinzione. Disillusione allo stato puro."
(Dente, 2024)

## Citazioni
- La prima traccia, La presunta santità di Irene, è una voluta citazione musicale ad Abbracciala abbracciali abbracciati brano di apertura di Anima latina (1974) di Lucio Battisti, disco che Dente ha affermato di adorare.[3]

## Tracce
Testi e musiche di Dente.
1. La presunta santità di Irene – 3:52
2. Incubo – 3:23
3. A me piace lei – 3:33
4. Voce piccolina – 1:43
5. Buon appetito – 3:55
6. La più grande che ci sia – 0:51
7. Sole – 3:10
8. Parlando di lei a te – 2:19
9. Quel mazzolino – 3:05
10. Sempre uguale a mai – 3:31
11. Finalmente – 3:10
12. Vieni a vivere – 3:30
13. Sola andata – 4:26

Durata totale: 40:28

## Formazione
- Dente - voce, chitarra, percussioni, pianoforte (tracce 6, 8), cori
- Andrea Cipelli - pianoforte, crumar, basso, cori (traccia 5)
- Gianluca Gambini - batteria, cori (traccia 5)
- Enrico Gabrielli - direzione dei fiati, sax, flauto traverso (tracce 1,3,7,11)
- Raffaele Köeller - tromba (tracce 1,3,7,11)
- Luciano Macchia - trombone (tracce 1,3,7,11)
- Gianluca De Rubertis - synth (tracce 1, 7)
- Vasco Brondi - cori (traccia 5)
- Fabio Dondelli - cori (traccia 5)
- Andrea Abeni - cori (traccia 5)
- Dino Fumaretto - cori (traccia 5)
- Sig. Solo & Roxy - cori (traccia 5)
- Andrea Abelli - cori (traccia 5)